# بيل رايلي
بيل رايلي هو لاعب هوكي الجليد كندي، ولد في 20 سبتمبر 1950 في أمهرست في كندا.

## وصلات خارجية
- بيل رايلي على موقع دوري الهوكي الوطني (الإنجليزية)
- بيل رايلي على موقع قاعة مشاهير الهوكي (لاعب أن.إتش.أل) (الإنجليزية)
- بيل رايلي على موقع EliteProspects.com (الإنجليزية)
- بيل رايلي على موقع HockeyDB.com (الإنجليزية)
- بيل رايلي على موقع Hockey-Reference.com (الإنجليزية)